# 2013年拉斐爾·納達爾網球賽季
2013年，納達爾重返網壇後，他所參加的巡迴賽中，有13項闖入決賽，並且拿下兩座大滿貫單打錦標（法國公開賽、美國公開賽）在內的十項ATP單打賽事冠軍，10月，生涯第三度登上世界第一，並且他在生涯第三度確定年終第一位置。
2013年，澳洲公開賽，因腸胃病毒感染退出比賽。2月，納達爾結束長達七個月的養傷期，在南美洲紅土賽中復出。法國公開賽第八度進入決賽後，以6–3、6–2、6–3擊敗費雷爾而衛冕成功，拿下第八座冠軍與第十二座大滿貫，成為職業網壇史上首位在一個大滿貫賽中八度封王的球員。不過於該年溫布頓錦標賽的第一輪出局，以64–7、68–7、4–6爆冷敗給世界排名135位的比利時選手史提夫·達爾西斯，職業生涯首次於大滿貫首圈出局。美國公開賽進入決賽，以6–2、3–6、6–4、6–1擊敗喬科維奇，贏得第二座冠軍與第十三座大滿貫，大滿貫數正式超越超越澳洲羅伊·愛默生的十二座，居網球史上第三位，10月，重回世界第一。此外他还奪得了五个大師賽單打冠軍（印地安泉、加拿大（蒙特婁）、辛辛那提硬地賽事、馬德里與羅馬紅土賽事），二个黃金國際賽冠軍（阿卡普爾科、巴塞隆納紅土賽事）和一个國際賽冠軍（一座：巴西紅土賽事）。